# Anders Gabriel Dahlman
Anders Gabriel Dahlman, född 25 mars 1833 i Gävle, död 6 oktober 1899, var en svensk grosshandlare och skeppsredare. 

## Biografi
Dahlman föddes som son till Anders Dahlman och Anna Vikman. Efter att han tagit examen anställdes han på ett grosshandlarkontor i Gävle. Han hade efter några år erhållit en av chefsplatserna vid Strömsbro fabrik. Han flyttade till Sundsvall år 1859 efter att ha varit ombudsman för hans fabrik. 1868 etablerade han A.G Dahlmans garnbod och senare även Dahlmans varuhus på Storgatan i Sundsvall.
Dahlman var skeppsredare och ägde flera fartyg. Han var i över 25 år ordförande i styrelsen för Sundsvalls Handelsbank och var dessutom medlem av styrelsen i ett brandförsäkringsbolag. Dahlman var medlem i styrelsen för Sundsvalls köpmannaförening från 1893-1899, varav han var ordförande under 1893. Han satt i stadsfullmäktige i Sundsvall under 1863 och 1869–1897 samt var vice ordförande 1891–1897.

## Privatliv
Dahlman gifte sig den 21 oktober 1860 med Selma Augusta Stannberg och tillsammans fick de fyra barn. Dessa var Hugo Andreas (1861-1902), Anna Lovisa, Gabriella Augusta och Gustaf (1868-1869).